# عدد بيل

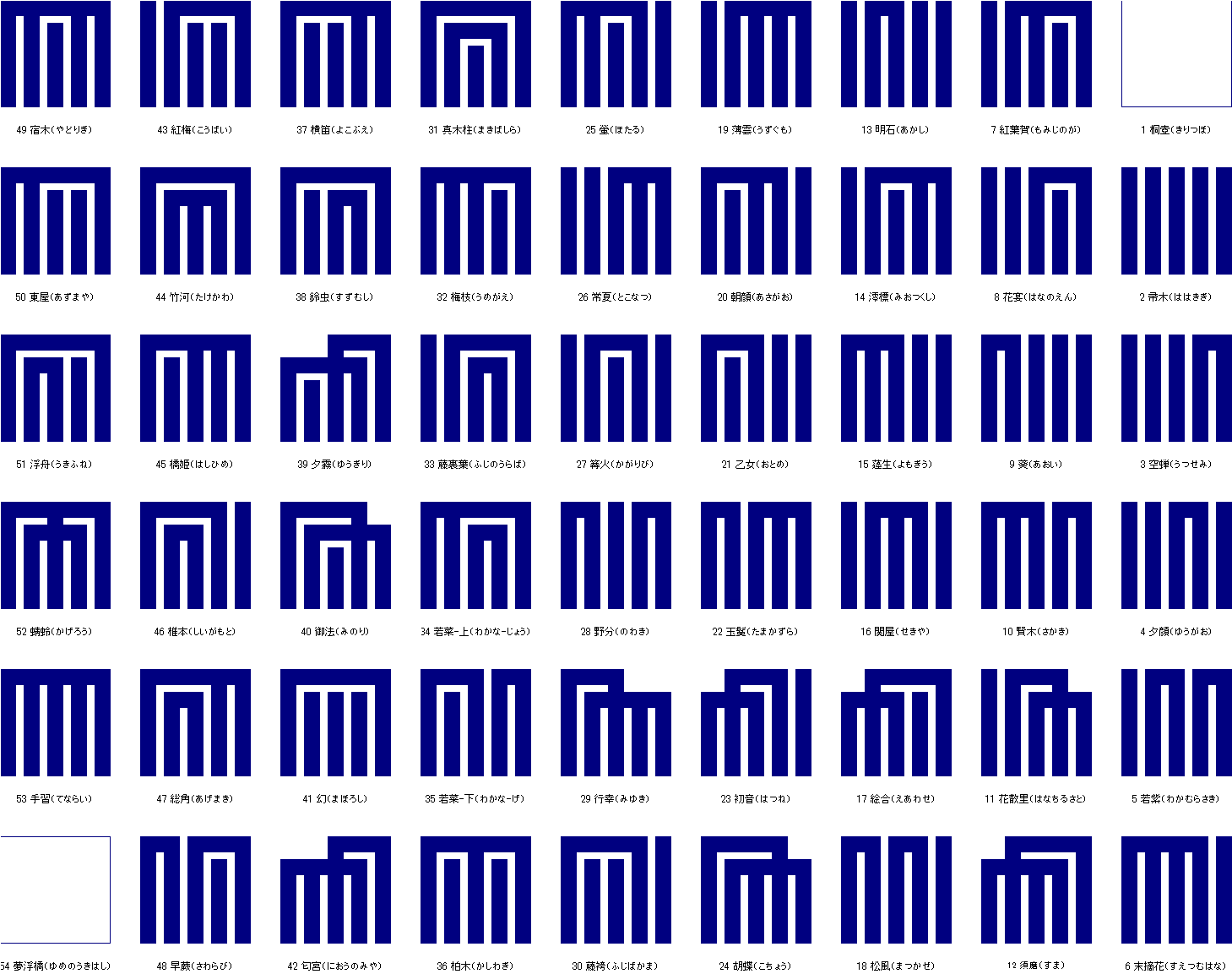

في التوافقيات, عدد بيل من الدرجة n، المسمى هكذا نسبة إلى إيريك تومبل بيل، هو عدد تجزئات مجموعة ما، عدد عناصرها هو n.